# Saint-Maur-des-Bois
Saint-Maur-des-Bois är en kommun i departementet Manche i regionen Normandie i norra Frankrike. Kommunen ligger i kantonen Saint-Pois som tillhör arrondissementet Avranches. År 2022 hade Saint-Maur-des-Bois 157 invånare.

## Befolkningsutveckling
Antalet invånare i kommunen Saint-Maur-des-Bois
| Referens: INSEE |